# Dorfkirche Zschortau

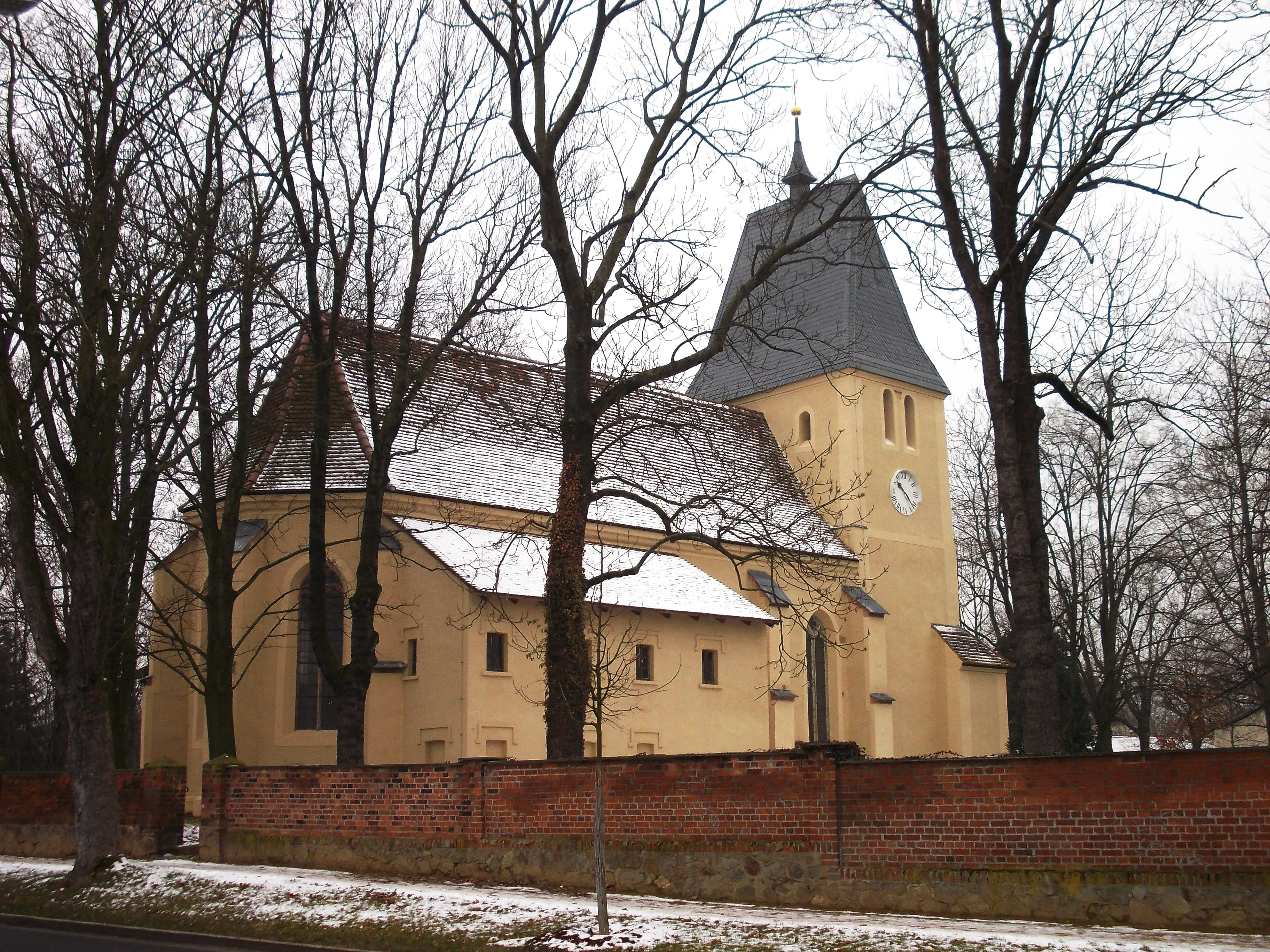
Dorfkirche Zschortau

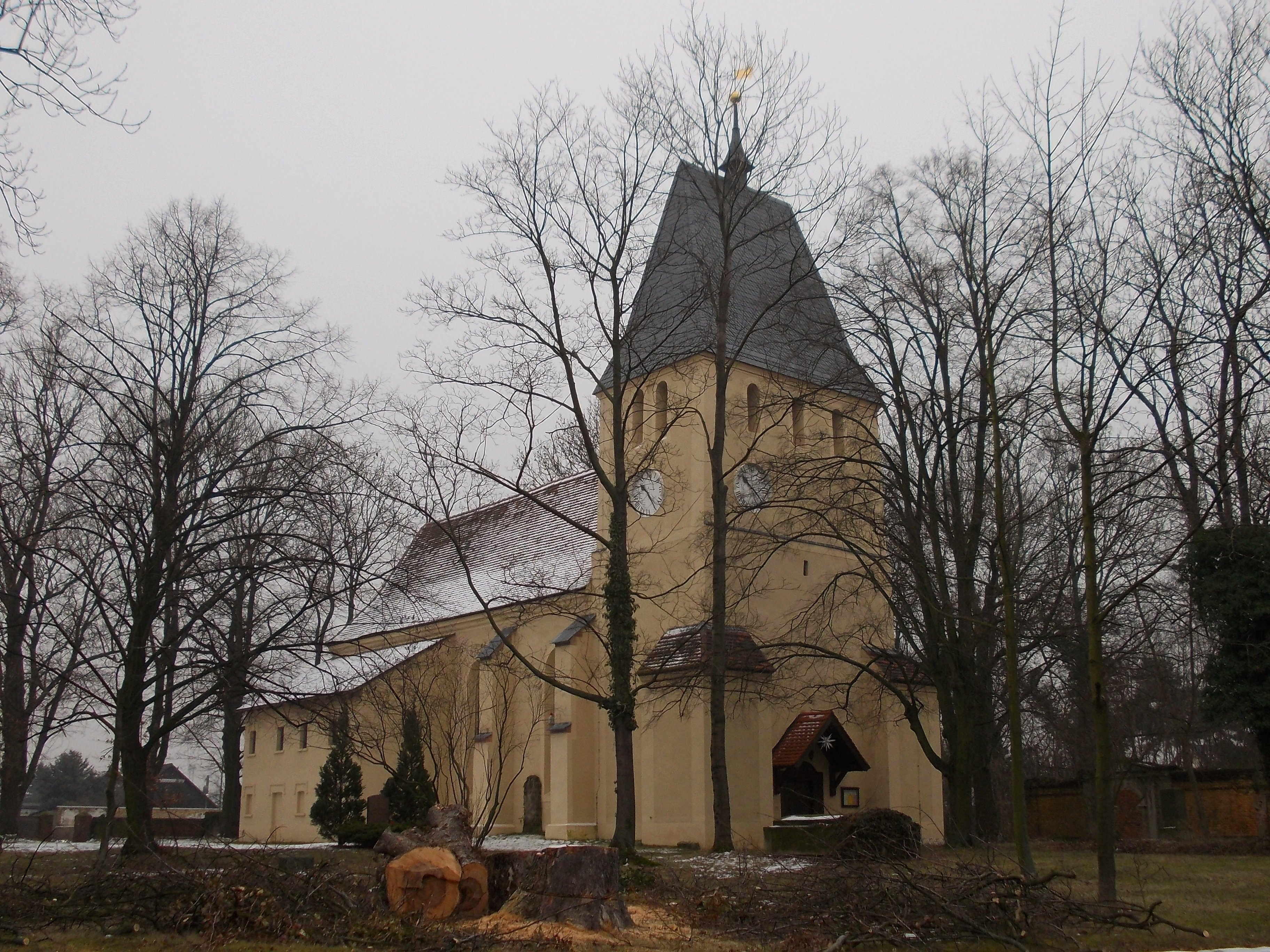
Ansicht von Nordwest

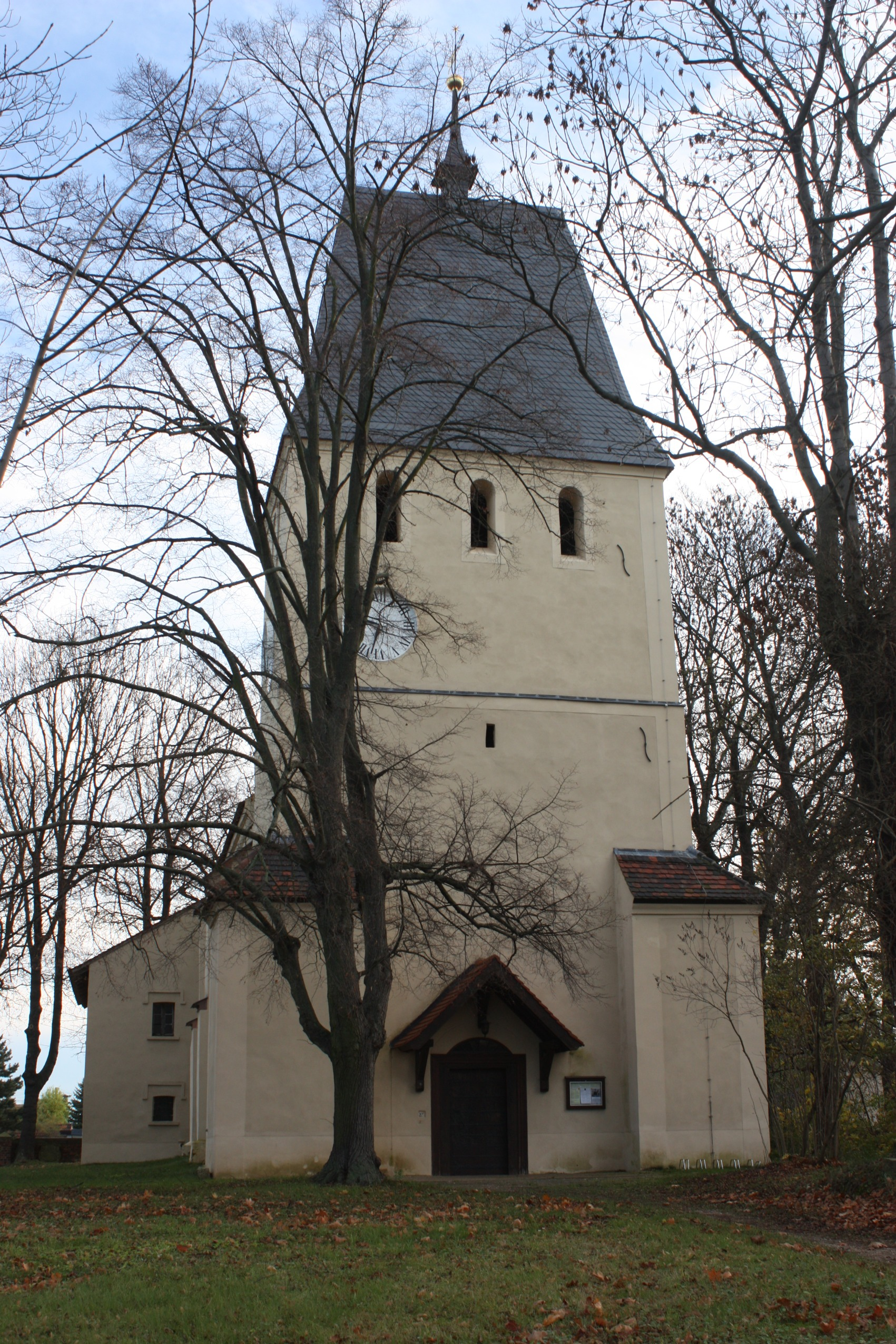
Westturm

Die evangelische Dorfkirche Zschortau (auch: St. Nikolai) ist eine spätgotische Saalkirche im Ortsteil Zschortau von Rackwitz im Landkreis Nordsachsen in Sachsen. Sie gehört zur Kirchengemeinde Zschortau im Kirchspiel Zschortau der Evangelischen Kirche in Mitteldeutschland und ist für ihre kleine Barockorgel bekannt, die von Johann Sebastian Bach abgenommen wurde.

## Geschichte und Architektur
Die Dorfkirche stammt aus dem 12./13. Jahrhundert. Aus dieser Zeit ist der romanische querrechteckige Westturm erhalten geblieben. Um 1500 wurde die Kirche umgebaut. Dabei wurden Kirchenschiff und Chor erheblich vergrößert und die Sakristei angebaut. 1975 wurde die Kirche restauriert.
Das Bauwerk ist als Bruchsteinbau mit Backsteinanteil ausgeführt. Große zweibahnige Maßwerkfenster und Strebepfeiler prägen das Äußere. An der Nordseite des Chores ist eine zweigeschossige Sakristei angebaut. Ein Netzgewölbe mit farbig gefassten Rippen und Resten von Flammen- und Strahlenmalereien an den Kreuzungspunkten schließt das Innere ab. Der Saal ist durch einen Spitzbogen vom Chor und durch einen mit Kämpfern gestützten Rundbogen vom Turmerdgeschoss abgetrennt. An drei Seiten sind schlichte hölzerne Emporen von 1870 eingebaut. Ein Kreuzgratgewölbe schließt die Sakristei ab.

## Ausstattung
Ein Schnitzaltar mit vier Flügeln und gefassten zierlichen, überschlanken Figuren wurde 1517 vermutlich in einer Hallenser Werkstatt geschaffen. In der Predella zeigen zwei Hochreliefs die Geburt und die Anbetung Christi. Im Schrein sind Maria mit Kind und die Heiligen Gertrud und Nikolaus dargestellt. Die Flügel tragen in zwei Reihen Darstellungen der Heiligen Antonius, Wolfgang, Andreas, Stephanus, Blasius, Katharina, Anna selbdritt, Barbara, Dorothea, Margarete und einer weiteren Heiligen.
Die Wandlung des Altars zeigt bedeutende Gemälde eines Leipziger Meisters unter dem Einfluss von Hans Baldung Grien. Auf dem linken Standflügel sind die Heiligen Georg, Mauritius, Sebastian und Christophorus, auf den inneren Flügeln ein Bischof, Jakobus der Ältere, Paulus, vermutlich Benedikt sowie Bartholomäus, auf dem rechten Standflügel ein Diakon, Papst Gregor, Ottilia und Apollonia dargestellt. Der neugotische Taufstein aus Sandstein wurde in der zweiten Hälfte des 19. Jahrhunderts geschaffen.

## Orgel
Die Orgel mit reich geschmücktem Prospekt ist ein Werk von Johann Scheibe aus den Jahren 1745–1746 mit 13 Registern auf einem Manual und Pedal. Sie wurde im Jahr 1746 von Johann Sebastian Bach geprüft und als „tüchtig, fleißig und wohl erbauet“ befunden. Das Original der Abnahmeurkunde befindet sich im British Museum in London (Add. 33965, fol. 168–169, bis 1872 im Besitz des Generalkonsuls Clauss in Leipzig). Im Jahr 1870 wurde die Orgel von Eduard Offenhauer auf die untere Empore versetzt und ein Hinterwerk mit vier Stimmen hinzugefügt. Im Jahr 1954 setzte Hermann Eule Orgelbau Bautzen das Instrument auf den ursprünglichen Standort zurück, disponierte das Hinterwerk um und fügte mehrere Register im Hauptwerk hinzu.
Im Jahr 2000 restaurierte Eule die Orgel erneut und stellte den Originalzustand wieder her. Die 1870 eingebaute Pedalkoppel blieb dabei erhalten. Die Disposition lautet:
| Manual CD–c3  |         |  |
| Quinta Thön   | 16′     |  |
| Principal     | 8′      |  |
| Viol di Gamba | 8′      |  |
| Großgedackt   | 8′      |  |
| Octav         | 4′      |  |
| Gedackt       | 4′      |  |
| Hohl Flöt     | 3′      |  |
| Super-Octav   | 2′      |  |
| Super-Octava  | 1′      |  |
| Mixtur III–IV | (1 ⁄3′) |  |

| Pedalwerk CD–c1 |     |  |
| Subbaß          | 16′ |  |
| Violon          | 8′  |  |
| Posaun-Baß      | 16′ |  |

- Koppel: I/P
- Spielhilfen: Tremulant, Calcantenzug